# Fernand Fournier-Aubry
Pour les articles homonymes, voir Fournier et Aubry.
Fernand Fournier-Aubry, dit Don Fernando, « le seigneur de l'Amazone », né le 23 novembre 1901 à Saint-Maur-des-Fossés, décédé le 20 décembre 1972 à Nice, était un aventurier et voyageur français.
Fils d'une famille bourgeoise installée au Vésinet, il partit à 19 ans pour Dakar au Sénégal avec un billet offert par son père, lui-même ancien navigateur. Durant plus de 50 ans, il n'eut qu'une seule passion : la liberté des derniers grands espaces. Il parcourut successivement l'Afrique noire (1919-1929), la jungle amazonienne (1935-1942), les îles du Pacifique (1942-1954) et l'Asie interdite (1955-1956), en étant tour à tour bûcheron, forestier, prospecteur, concessionnaire de forêt vierge (Satipo) peuplée d'Indiens hostiles et de hors-la-loi, pêcheur de requins. Il a publié plusieurs livres d'aventures vécues.